# I'm Shipping Up to Boston
"I'm Shipping Up to Boston" é uma canção da banda Dropkick Murphys, com letra do cantor folk Woody Guthrie. A canção foi editada no álbum da banda The Warrior's Code, de 2005.
A canção é usada em diversas ocasiões por várias equipas desportivas de Boston, como os Boston Celtics, os Boston Red Sox e o New England Patriots.
A versão instrumental da canção é o tema de abertura da série policial de 2010 Rizzoli & Isles.

## Tabelas musicais
| Paradas (2007)                                    | Melhor posição |
| ------------------------------------------------- | -------------- |
| Estados Unidos Bubbling Under Hot 100 (Billboard) | 1              |
| Paradas (2012)                                    | Melhor posição |
| França (SNEP)                                     | 174            |
| Irlanda (IRMA)                                    | 54             |
| Paradas (2013)                                    | Melhor posição |
| Suíça (Schweizer Hitparade)                       | 45             |
| Paradas (2016)                                    | Melhor posição |
| República Checa (IFPI)                            | 3              |